# Levanne
De Levanne is een berggroep op de hoofdkam van de Alpen in de Grajische Alpen. De groep ligt op de Frans-Italiaanse grens. De hoogste top is de Levanna Centrale (3619 m). Twee andere belangrijke toppen zijn de Levanna Occidentale (3593 m) en de Levanna Orientale (3555 m).
Ten westen van de berg ligt het Franse nationaal park Vanoise ten oosten het Italiaanse nationale park Gran Paradiso. Aan de Italiaanse zijde ligt de gletsjer Ghiacciaio di Nel die in de twintigste eeuw bijna voor de helft is afgesmolten. De Glacier des Sources de l'Arc aan de Franse zijde is zoals de naam al verraadt de bron van de rivier de Arc.
De toppen kunnen worden beklommen vanuit de Italiaanse valleien Valle di Locana en Val Grande of het Franse Val d'Arc. Nabij de toppen liggen twee berghutten; het Rifugio Raffaele Vittorio Leonesi (2902 m) aan de Italiaanse kant en het Refuge du Carro (2759 m) aan de Franse kant.